# Helvel·làcies
Les helvel·làcies (Helvellaceae) són una família de fongs ascomicots de l'ordre dels pezizals (Pezizales). El seu gènere més conegut és Helvella.

## Taxonomia
En un principi Elias Magnus Fries l'any 1823 va eregir aquesta família com Elvellacei, i constava de molts gèneres. Alguns d'aquests gèneres, com Gyromitra i Discina, es va demostrar que eren molt distant en un estudi molecular del seu ARN ribosòmic portat a terme pel micòleg Kerry O'Donnell i l'any 1997, restringint l'àmbit de la família Helvellaceae. Actualment s'ha demostrat que la família Helvellacea en sentit restringit és molt propera a les tòfones veritables de la família Tuberaceae. Segons el Dictionary of the Fungi (10a edició de 2008), la família Helvellaceae consta de sis gèneres i de 63 espècies.